# Bad Freienwalde (Oder)

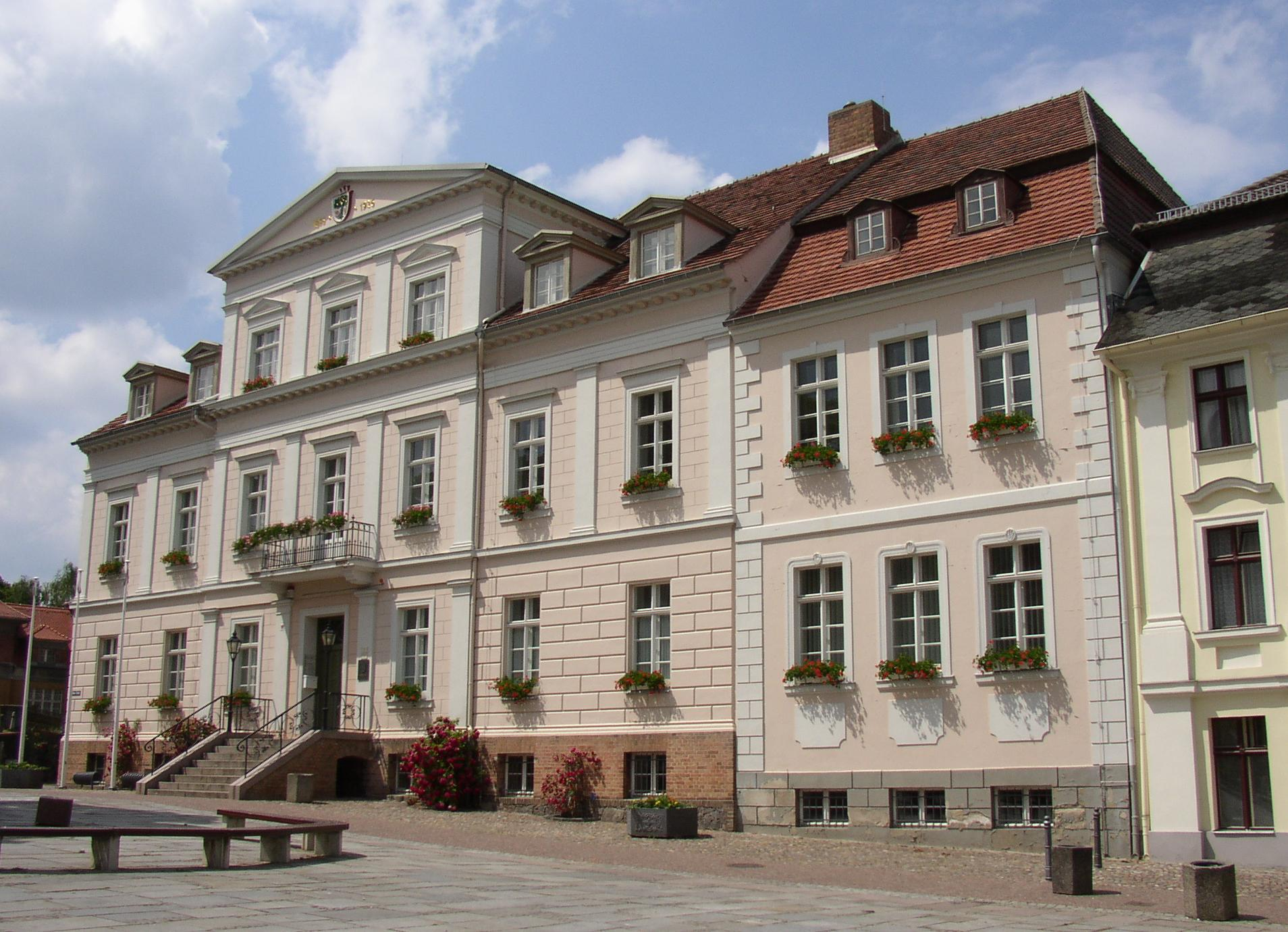
Gemeentehuis

Bad Freienwalde (Oder) is een gemeente in de Duitse deelstaat Brandenburg, gelegen in de Landkreis Märkisch-Oderland. De stad telt 12.286 inwoners.

## Geografie
Bad Freienwalde heeft een oppervlakte van 131,73 km² en ligt in het oosten van Duitsland, vlak bij de Poolse grens en aan het Oderbruch.

## Indeling gemeente
De volgende Ortsteile maken deel uit van de gemeente:
- Altglietzen
- Altranft
- Bralitz
- Hohensaaten
- Hohenwutzen
- Neuenhagen
- Schiffmühle

## Geboren in Bad Freienwalde
- Hans Keilson (1909-2011), Duits-Nederlands schrijver, arts en psychiater.

## Overleden in Bad Freienwalde
- Prinses Paulina van Oranje-Nassau (1800-1806)

Altlandsberg ·
Alt Tucheband ·
Bad Freienwalde ·
Beiersdorf-Freudenberg ·
Bleyen-Genschmar ·
Bliesdorf ·
Buckow (Märkische Schweiz) ·
Falkenberg ·
Falkenhagen (Mark) ·
Fichtenhöhe ·
Fredersdorf-Vogelsdorf ·
Garzau-Garzin ·
Golzow ·
Gusow-Platkow ·
Heckelberg-Brunow ·
Höhenland ·
Hoppegarten ·
Küstriner Vorland ·
Lebus ·
Letschin ·
Lietzen ·
Lindendorf ·
Märkische Höhe ·
Müncheberg ·
Neuenhagen bei Berlin ·
Neuhardenberg ·
Neulewin ·
Neutrebbin ·
Oberbarnim ·
Oderaue ·
Petershagen/Eggersdorf ·
Podelzig ·
Prötzel ·
Rehfelde ·
Reichenow-Möglin ·
Reitwein ·
Rüdersdorf bei Berlin ·
Seelow ·
Strausberg ·
Treplin ·
Vierlinden ·
Waldsieversdorf ·
Wriezen ·
Zechin ·
Zeschdorf